# Señorío de Hebrón
El señorío de San Abraham o de Hebrón, era un vasallo del reino cruzado de Jerusalén. Su territorio se extendía al sur de Jerusalén.

## Historia
Un califato gobernaba la zona, que era predominantemente poblada por campesinos de diversas confesiones cristianas cuando en 1099, los cruzados de Godofredo de Bouillón conquistaron Hebrón y lo renombraron como «castillo de San Abraham.»
Godofredo hizo uno de los primeros señoríos del reino, concediéndole como feudo a Gerardo de Avesnes. Los cruzados convirtieron la mezquita y la sinagoga en iglesias y expulsaron a los judíos que vivían allí.
Como guarnición cristiana del Reino de Jerusalén, antes comandado por Tancredo, príncipe de Galilea, su defensa era precaria siendo «poco más que una isla en un océano musulmán.» En 1106 los egipcios lanzaron una campaña militar, penetraron en el sur de Palestina, y en 1107 estuvieron a punto de recuperar Hebrón del rey Balduino I de Jerusalén, que dirigió personalmente el contraataque para repeler a las fuerzas musulmanas.
En 1167 se erigió la sede episcopal de Hebrón junto con los de Kerak y Sebastia (la tumba de Juan el Bautista).
El señorío de San Abraham tenía un vasallo, el señorío de Bet Gibelin, creado por Fulco de Jerusalén en 1149. Poco después Hebrón se convirtió en un dominio real y Beth Gibelin pasó a los hospitalarios. Hebrón ya había estado bajo el control real varias veces antes de 1149.
El musulmán kurdo Saladino tomó Hebrón en 1187 y dio a la ciudad su antiguo nombre de Al-Khalil, Ricardo Corazón de León reconquistó Hebrón poco después.
Ricardo de Cornualles fue enviado desde Inglaterra para resolver la peligrosa disputa entre Templarios y Hospitalarios, cuya rivalidad amenazaba el tratado que garantizaba la estabilidad de la región, estipulado con el sultán egipcio As-Salih Ayyub. Fue capaz de imponer la paz en la zona, pero poco después de su partida, la disputa se desató y en 1241 los templarios violaron los acuerdos al hacer una incursión en lo que fue, en ese momento, la Hebrón musulmán.
En 1260 el sultán Baibars tomó el control de la zona y estableció el dominio de los mamelucos.

## La Tumba de los Patriarcas

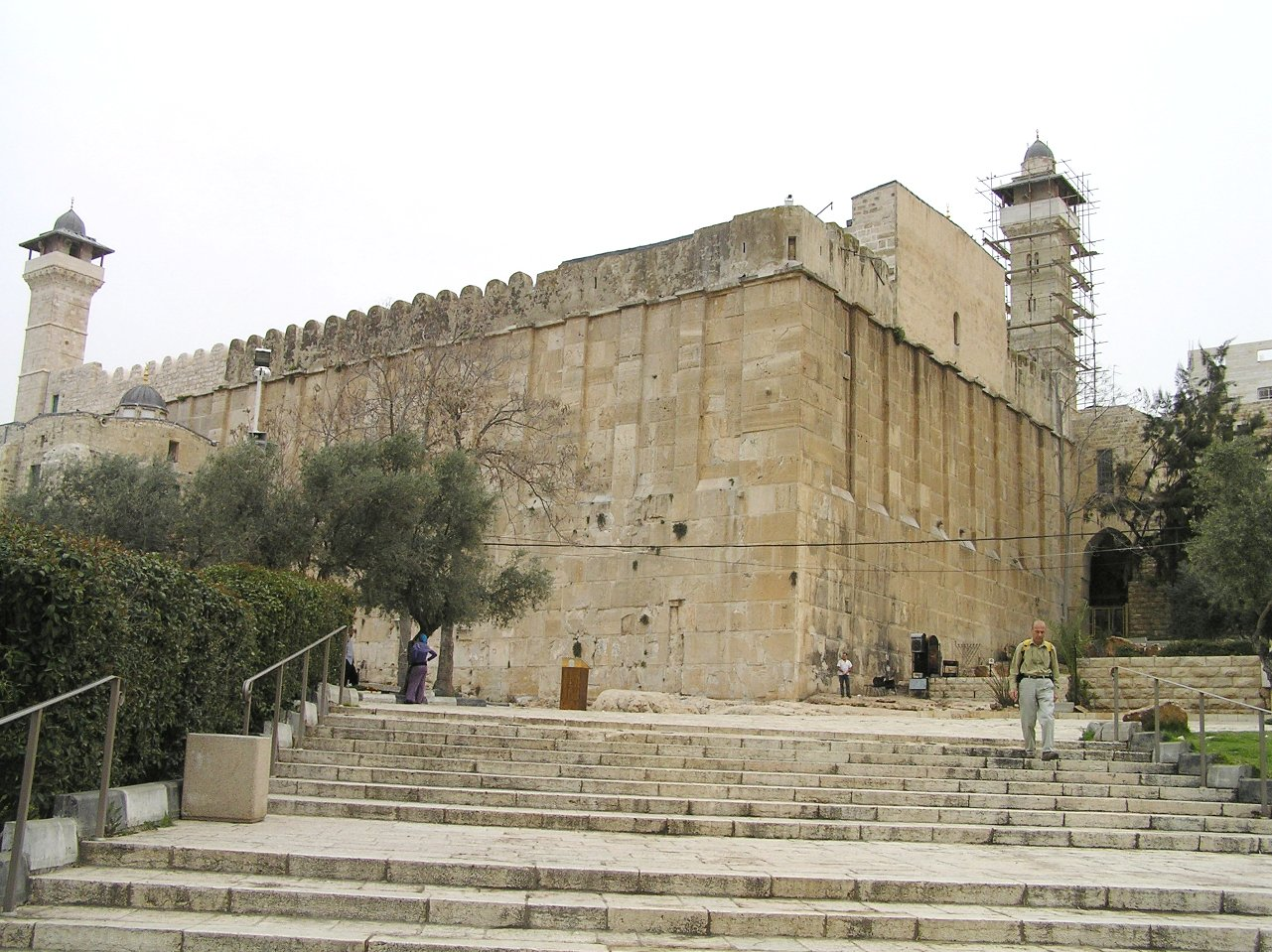
Complejo de la Tumba de los Patriarcas en Hebrón.

Ali ibn abi bakr al-Harawi escribió que en 1173, durante el reinado de Balduino II de Jerusalén en 1119, una parte del techo de la Tumba de los Patriarcas se había derrumbado y «algún ifranj había penetrado en el interior» y había encontrado «[los cuerpos] de Abraham, Isaac y Jacob... sus sudarios habían caído a pedazos, que yacían apoyados contra un muro... Entonces el rey, después de proporcionar nuevas cubiertas, hizo nuevamente cerrar el lugar.»
El noble e historiador damasceno Ibn al-Qalanisi, en su crónica, también alude al descubrimiento, en este período, las reliquias se cree que eran de Abraham, Isaac y Jacob, un descubrimiento que despertó la feroz curiosidad en las tres comunidades de Palestina: musulmana, judía y cristiana.
En 1170, Benjamín de Tudela visitó la ciudad, al que llamó por el nombre que le habían dado los cruzados San Abram de Bron, y sintió que las estructuras funerarias de los patriarcas fueron obra de los gentiles y observó que los peregrinos deseosos de ver la «tumba de los padres» estaban sujetos a precios exorbitantes.

## Señores de Hebrón
- sobre 1099: Gerardo de Avesnes
- 1100-1101: Galdemar Carpenel
- 1101-1102: Roger de Haifa
- 1102-1104: dominio real.
- 1104-1104: Hugo I de San Abraham
- 1104-1108: dominio real.
- 1108-1118: Gutierre Mahomet
- 1118-1120: dominio real.
- 1120-1136: Balduino de San Abraham
- 1136-1149: Hugo II de San Abraham
- 1149-1177 dominio real.
- 1177-1187: Reinaldo de Châtillon